# Municipio de Elk Creek (Pensilvania)
El municipio de Elk Creek (en inglés: Elk Creek Township) es un municipio ubicado en el condado de Erie en el estado estadounidense de Pensilvania. En el año 2000 tenía una población de 1.800 habitantes y una densidad poblacional de 20 personas por km².

## Geografía
El municipio de Elk Creek se encuentra ubicado en las coordenadas 41°52′00″N 80°15′59″O / 41.86667, -80.26639.

## Demografía
Según la Oficina del Censo en 2000 los ingresos medios por hogar en la localidad eran de $42,269 y los ingresos medios por familia eran de $45,417. Los hombres tenían unos ingresos medios de $35,184 frente a los $25,132 para las mujeres. La renta per cápita de la localidad era de $17,424. Alrededor del 6% de la población estaba por debajo del umbral de pobreza.